# Franz Wallner (Politiker)
Franz Wallner (* 10. März 1883 in Großpetersdorf; † 8. April 1956 ebenda) war ein österreichischer Landwirt und Politiker (CS). Wallner war verheiratet und von 1930 bis 1938 Abgeordneter zum Burgenländischen Landtag.
Wallner wurde als Sohn des Landwirts Franz Wallner aus Großpetersdorf geboren. Er besuchte die Volksschule und war danach als Landwirt in Großpetersdorf tätig. Wallner engagierte sich in der Christlichsozialen Partei und hatte zwischen 1935 und 1938 das Amt des Bürgermeisters von Großpetersdorf inne. Am 15. Juli 1930 wurde Wallner als Nachfolger von Nikolaus Freyberger als Abgeordneter im Burgenländischen Landtag angelobt, in dem er die Christlichsoziale Partei bis zum 31. Oktober 1934 vertrat. Wallner gehörte auch dem Ständischen Landtag an, in dem er zwischen dem 11. November 1934 und dem 12. März 1938 den Stand „Land- und Forstwirtschaft“ repräsentierte. 